# Most Known Unknown
Most Known Unknown – ósmy studyjny album amerykańskiego zespołu hip-hopowego Three 6 Mafia. Został wydany 27 września 2005 roku nakładem wytwórni Sony BMG. Był to ich drugi album, który zdobył status platynowej płyty. Zawiera hit Stay Fly z udziałem rapera Young Bucka i duetu 8Ball & MJG. Drugim singlem był utwór Poppin' My Collar z udziałem Project Pata. Kolejny singel to Side 2 Side z gościnną zwrotką Bow Wowa i Project Pate'a. Produkcja odniosła sukces, która powtórzyła osiągnięcie płyty z 2000 roku, pt. When the Smoke Clears: Sixty 6, Sixty 1.
Gościnnie wystąpili Mike Jones, Paul Wall, Slim Thug, Trick Daddy, Mr. Bigg, duet 8Ball & MJG, Young Buck, Remy Ma, Bow Wow (tylko na reedycji albumu), Kanye West (reedycja), Lil’ Flip, jak również Hypnotize Camp Posse (w składzie Three 6 Mafia, Project Pat, Frayser Boy, Lil Wyte, Chrome, Boogey Mane, oraz Granddaddy Souf).
Album zadebiutował na 3. miejscu amerykańskiej listy sprzedaży Billboard 200, a także na szczycie notowania Top R&B/Hip-Hop Albums ze sprzedażą 115 000 egzemplarzy. Dzięki sukcesowi singla Sty Fly, album zdobył status złotej płyty, a w czerwcu 2006 r. platynę.

## Lista utworów
| Nr | Tytuł                        | Goście                                                                   | Czas |
| -- | ---------------------------- | ------------------------------------------------------------------------ | ---- |
| 1  | „Most Known Unknown Hits"    |                                                                          | 1:27 |
| 2  | „Stay Fly”                   | Young Buck, 8Ball & MJG                                                  | 3:56 |
| 3  | „Roll With It"               | Project Pat                                                              | 3:02 |
| 4  | „Don't Violate"              |                                                                          | 3:49 |
| 5  | „Swervin'"                   | Mike Jones & Paul Wall                                                   | 3:35 |
| 6  | „Knock tha Black Off Yo Ass" | Project Pat                                                              | 4:20 |
| 7  | „Poppin' My Collar”          | Mr. Bigg                                                                 | 2:56 |
| 8  | „Hard Hittaz"                | Boogiemane                                                               | 4:12 |
| 9  | „Side 2 Side”                |                                                                          | 3:38 |
| 10 | „Half on a Sack"             |                                                                          | 3:26 |
| 11 | „Skit"                       |                                                                          | 0:26 |
| 12 | „When I Pull Up at the Club” | Paul Wall & Mr. Bigg                                                     | 4:32 |
| 13 | „Pussy Got Ya Hooked"        | Remy Ma                                                                  | 4:20 |
| 14 | „Don't Cha Get Mad"          | Lil’ Flip & Mr. Bigg                                                     | 3:23 |
| 15 | „Body Parts 3"               | Boogiemane, Granddaddy Souf, Project Pat, Lil Wyte, Frayser Boy & Chrome | 4:07 |
| 16 | „Stay Fly (Still Fly Remix)” | Slim Thug, Trick Daddy, & Project Pat                                    | 3:51 |
| 17 | „Outro"                      |                                                                          | 2:43 |
| 18 | „Got It 4 Sale"              | Chrome                                                                   | 4:32 |
| 19 | „Let's Plan a Robbery"       |                                                                          | 3:06 |
| 20 | „Dancin' on a Pole"          | Chrome                                                                   | 3:48 |
| 21 | „Ain't Got Time for Gamez"   |                                                                          | 4:04 |

## Notowania
| Rok  | Album              | Pozycja       | Pozycja                |
| Rok  | Album              | Billboard 200 | Top R&B/Hip Hop Albums |
| ---- | ------------------ | ------------- | ---------------------- |
| 2005 | Most Known Unknown | 3             | 1                      |

## Reedycja
Three 6 Mafia nie wznowiła nakładu płyty pod tytułem „Most Known Unknown”. Natomiast grupa wydała reedycję Most Known Unknown (Reissue).
Różnice
Poniżej ukazane są różnice względem pierwotnej listy utworów. Reszta piosenek jest identyczna jak na pierwszym wydaniu.
- 7. „Poppin' My Collar” Remix (featuring Project Pat)
- 9. „Side 2 Side” Remix (featuring Kanye West)
- 16. „Hard Out Here for a Pimp”
- 21. „Side 2 Side (Remix)” (featuring Bow Wow)